# Temple du grand jaguar
Le temple du grand jaguar (Temple I) est une pyramide qui fut construite vers 700 sous les ordres du souverain maya Jasaw Chan K’awiil (682–734). Il est situé au centre de l'ancienne cité-État de Tikal, dans la région du Petén, au Guatemala. À 45 mètres de hauteur, elle est l'une des plus imposantes du monde maya. La pyramide supporte, à son sommet, un temple dédié au culte du jaguar. Les archéologues ont découvert, lors des fouilles, une chambre funéraire à six mètres sous terre, dédiée au souverain, de nombreuses offrandes de jade ainsi que des coquillages et des os sculptés.
Le temple fait, avec ses 15 mètres, exactement le tiers de la hauteur de l'édifice.  Les angles de l'édifice varient entre 60 et 80 degrés et tendent tous à respecter les critères de beauté de l'architecture maya.  La pyramide comporte 9 paliers, chiffre sacré maya.